# Geotrogus unguicularis
Geotrogus unguicularis är en skalbaggsart som beskrevs av Joseph Henri Adelson Normand 1936.
Geotrogus unguicularis ingår i släktet Geotrogus och familjen Melolonthidae. Inga underarter finns listade i Catalogue of Life.